# John Montagu, 1. Baron Montagu

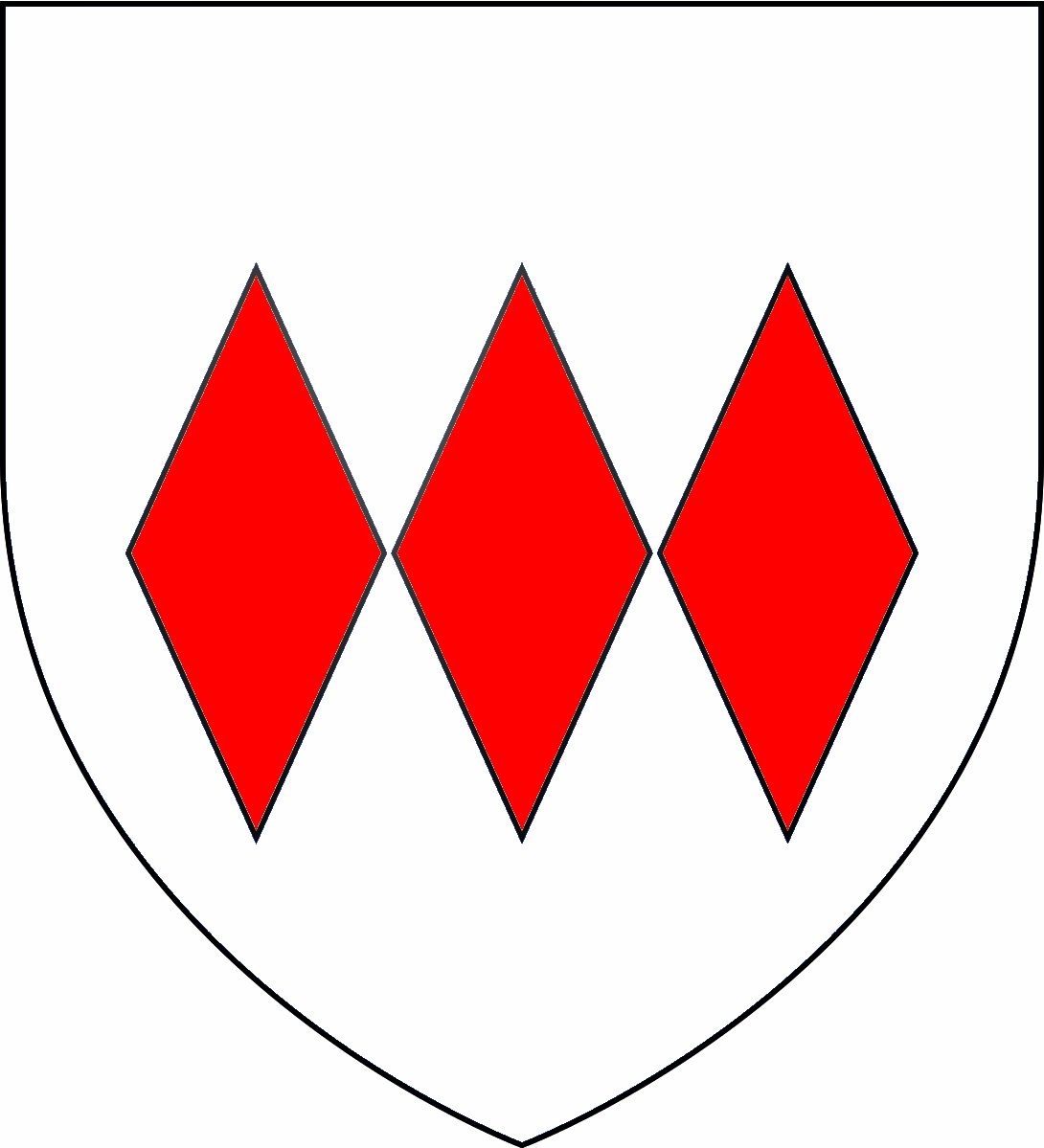
Wappen von Montagu

John de Montacute (* etwa 1330; † etwa 1390) war ein englischer Adeliger.  Er war ein treuer Diener von König Edward III.
Montacute war Sohn von William Montagu, 1. Earl of Salisbury und seiner Frau Catherine Grandison. Sein Bruder war William de Montacute, 2. Earl of Salisbury (1328–1397). Daneben hatte er noch mehrere jüngere Schwestern.
Montacute wurde 1357 in das Parlament berufen. Jean Froissart erwähnte  „Lord John Mountacute“ als einen der Teilnehmer der Belagerung von Calais 1349 von König Edward III.
Er heiratete Margaret de Monthermer, Tochter und Erbin von Thomas de Monthermer, 2. Baron de Monthermer und dessen Frau Margaret de Brewes. Sie hatten unter anderem folgende Kinder: John Montacute, 3. Earl of Salisbury (etwa 1350 – 1400); Eleanor Montacute, die mit  John Dinham (1359–1428) verheiratet war; Thomas Montagu, Dekan von Salisbury Cathedral und Sybil Montagu, Priorin von Amesbury.